# Glossotrophia chalcographata
Glossotrophia chalcographata är en fjärilsart som beskrevs av Brandt 1938. Glossotrophia chalcographata ingår i släktet Glossotrophia och familjen mätare. Inga underarter finns listade i Catalogue of Life.